# Lorenzo Snow

Lorenzo Snow

Lorenzo Snow (* 3. April 1814 in Mantua, Ohio; † 10. Oktober 1901 in Salt Lake City, Utah) war von 1898 bis 1901 der fünfte Prophet der HLT-Kirche. In seiner Jugend hat er Theologie mit den Schwerpunkten Hebräisch und Altes Testament studiert und schloss sich der Kirche im Jahre 1836 an. Danach widmete er sein ganzes Leben der Kirche, diente als Missionar, Apostel und Prophet. Er stabilisierte während seiner kurzen Amtszeit die Finanzen der Kirche, erweiterte die Anzahl der Missionen und hat durch seine Reformen eine neue Ära in der Geschichte der Kirche begonnen.

## Leben
Am 3. April 1814 wurde Lorenzo Snow als Sohn von Oliver und Rosetta Leonora Snow, geb. Pettibone in Mantua, Portage County (Ohio) geboren. Statt eine Lehre zu machen, bevorzugte er akademische Studien. 1835 besuchte er das Oberlin College und zog 1836 nach Kirtland in Ohio, um dort bei einem Rabbiner Hebräisch zu lernen. Nachdem er schon vorher von der Kirche Jesu Christi de Heiligen der Letzten Tage gehört hatte, nahm er in Kirtland diesen Glauben an und ließ sich taufen. Ab 1837 war er in Ohio, Missouri, Kentucky und Illinois als Missionar für seinen neuen Glauben unterwegs. Dazwischen arbeitete er als Schullehrer.
Im Mai 1840 wurde er als Missionar nach England gesandt, wo er über die Kirche in London und Umgebung präsidierte. Am 12. April 1843 traf er mit 250 Bekehrten in Nauvoo ein. Anschließend unterrichtete er an einer Schule in Lima (Illinois) und leitete 1844 die Wahlkampagne für Joseph Smith zum US-Präsidenten.
1845 heiratete er gemäß der damals in der Kirche praktizierten Mehrehe Charlotte Squires und Mary Adaline Goddard. Nach dem Wegzug aus Nauvoo 1846 lebte er bis 1848 in Mount Pisgah (Nebraska), über welche Siedlung er präsidierte. Dann führte er eine Gruppe von Mitgliedern nach Salt Lake City. 1852 wurde er ins Abgeordnetenhaus des Territoriums Utah gewählt und im folgenden Jahr von Brigham Young in den Norden Utahs geschickt, um dort über die Kirche zu präsidieren, den Hauptort nannte er Brigham City.
Snow wurde an der weiteren Ausübung öffentlicher Ämter gehindert durch das Edmunds-Gesetz von 1882, das Polygamisten die Ausübung öffentlicher Ämter verbot. Durch seine Verschärfung, das Edmunds-Tucker-Gesetz von 1887, wurde ein Großteil des Grundbesitzes der Kirche konfisziert. Wegen seiner Mehrehe saß Snow von März 1886 bis Februar 1887 in Haft.

## Apostel und Präsident der Kirche
Lorenzo Snow wurde am 12. Februar 1849 von Heber C. Kimball zum Apostel ordiniert und am 8. April 1873 als Ratgeber von Brigham Young bestätigt. Als die Erste Präsidentschaft mit Wilford Woodruff als Präsident der Kirche im Oktober 1880 neu eingerichtet wurde, wurde Snow Präsident des Kollegiums der Zwölf. Als Präsident und Prophet der Kirche diente er nach dem Tod von Wilford Woodruff von 13. September 1898 bis zu seinem Tod am 10. Oktober 1901 in Salt Lake City.  Er war der erste Präsident der Kirche, der nicht mehr längere Zeit als Präsident des Kollegiums der Zwölf die Kirche leitete, sondern auf göttliches Geheiß, wie er sagte, die erste Präsidentschaft umgehend neu einrichtete. Seither wird dies nach dem Tod des Propheten immer so gemacht.
Als Apostel erfüllte Snow von 1849 bis 1852 eine Mission in Italien, wo er besonderen Erfolg unter den Waldensern den Tälern Piemonts hatte. Von England aus leitete er zu jener Zeit die Veröffentlichung des Buches Mormon in Italien, der Schweiz und in Malta. 1864 erfüllte er eine zweimonatige Mission auf den Hawaii-Inseln unter Führung von Ezra T. Benson vom Kollegium der Zwölf. 1872/73 bereiste er im Auftrag von Brigham Young zusammen mit einer Gruppe unter George A. Smith, Ratgeber in der Ersten Präsidentschaft, Teile Europas und des Nahen Ostens, auch Palästina. 1885 erfüllte er mehrere Missionen unter den Indoamerikanern im Nordwesten der USA. Von Mai 1893 bis September 1898 diente er als erster Präsident des Salt-Lake-Tempels.
In der Erinnerung der Mitglieder lebt Lorenzo Snow vor allem dadurch fort, dass er im Mai 1899 in St. George das Gesetz des Zehnten von neuem bekräftigte und die Mitglieder insgesamt aufforderte, treu den Zehnten zu bezahlen und ihnen dafür Segnungen verhieß. Dies wird auch in einem in der Kirche viel verwendeten, eigenproduzierten Kurzfilm dargestellt. Der Aufruf zum Bezahlen des Zehnten war der erste Schritt, die Kirche aus ihrer Finanzmisere zu führen.